# James Francis Macbride
James Francis Macbride (1892 - 1976) foi um botânico norte-americano.
Trabalhou no herbário da  Universidade de Harvard.
Era um especialista no ramo das Pteridofitas e Espermatófitas. 

## Obras
- Flora of Perú, 1936 [2][3]

## Homenagens
Foram designados os seguintes nomes científicos em sua honra:  Macbridea, macbrideii, macbrideana, macbrideanum, macbrideanus 